# ТЕС Бель-Ер
14°41′24.1″ пн. ш. 17°26′8.5″ зх. д. / 14.690028° пн. ш. 17.435694° зх. д.
ТЕС Бель-Ер — теплова електростанція у Сенегалі, розташована у портовій зоні столиці країни Дакара.
Станція, яка почала виробництво електроенергії ще у 1953 році, фактично стала першою сенегальською ТЕС. Її черга С2 складалась із чотирьох парових турбін потужністю 12,8 МВт (три було додано у 1955, 1959 та 1961 роках). В 1999 році це обладнання також доповнили газовою турбіною потужністю 35 МВт. Станом на 2005 рік фактична сукупна потужність черги С2 скоротилась до 48 МВт, причому 32 МВт видавала наймолодша газова турбіна. А вже за чотири роки тільки остання турбіна залишалась в експлуатації з показником 30 МВт.
Вибуття застарілого обладнання компенсували введенням у 2006 році нової черги С6 (можливо відзначити, що ТЕС Бель-Ер разом з іншою дакарською станцією Кап-де-Біш належить одній і тій же державній компанії SENELEC, тому вони мають спільну нумерацію черг). Вона первісно складалася з чотирьох дизель-генераторів Wartsila 18v46 потужністю по 16,5 МВт. А в середині 2010-х до них додали ще два загальною потужністю 34 МВт.
Крім того, у 1990-му на площадці ТЕС створили чергу С1 у складі двох дизель-генераторів потужністю по 5 МВт, яка станом на 2009 рік мала лише один робочий генератор, що видавав 4 МВт потужності.